# Escudo de Las Rozas de Valdearroyo
El escudo de Las Rozas de Valdearroyo es uno de los símbolos del municipio español de Las Rozas de Valdearroyo en Cantabria, junto a su bandera. Dicho escudo queda organizado de la manera siguiente: escudo partido: 1º de gules, dos hoces de rozar de plata con el mango de oro, puestas en palo; 2º ondeado de plata y azul. Va timbrado con la corona real española.
El escudo fue adoptado en sesión plenaria ordinaria celebrada por el ayuntamiento el día 28 de septiembre de 2001 siendo autorizado por el Consejo de Gobierno de Cantabria el día 16 de enero de 2003, previo informe favorable emitido por la Real Academia de la Historia el día 22 de noviembre de 2002.